# رشيد طه الخوجة
رشيد طه الخوجة وهو سياسي عراقي ولد في بغداد عام 1884 وتوفي عام 1962.
أكمل الدراسة العليا في إسطنبول، حيث درس في المدرسة الحربية ومدرسة أركان الحرب، وقد تخرج سنة 1906 برتبة نقيب واشترك في حرب القفقاس مع الجيش التركي ووصل في هذا الجيش إلى رتبة عميد، وبانتهاء الحرب العالمية الأولى عاد إلى دمشق سنة 1919.
عاد إلى بغداد سنة 1920، وكان أول متصرف (أي محافظ) للواء بغداد، حيث شغل هذا المنصب منذ 10 كانون الأول 1920 حتى 13 أيلول 1921، حيث نقل إلى منصب متصرف لواء الموصل لحساسية اللواء والذي كانت تطالب به تركيا آنذاك، وعاد إلى بغداد سنة 1923، فعين متصرفا لبغداد مرة ثانية في 11 أيار 1923، واستمر في هذا المنصب حتى 15 أيلول 1924، حيث كان ثاني أمين لمدينة بغداد، فقد شغل المنصب خلفا لصبيح نشأت عام 1924.
شغل منصب وزير الدفاع في فترة 3 نوفمبر 1932 إلى 18 مارس 1933 وكذلك في فترات عامي 1934 و1935، وشغل منصب رئيس مجلس النواب العراقي 1933-1934 و1934-1935. وفي سنة 1938، شغل منصب رئيس الديوان الملكي.